# Baños de la Reina Mora
Los Baños de la Reina Mora son unos baños almohades del siglo XIII que se encuentran en la Calle Baños de Sevilla. Tras la reconquista de Sevilla siguieron funcionando como baños hasta el siglo XVI. Su administración se cedió a principios del siglo XIV al Cabildo Catedralicio y en 1542 fueron vendidos. En 1551 Antonio Gerónimo de Montalván y Ana Enríquez cedieron la propiedad para el recogimiento de mujeres públicas y la comunidad de monjas agustinas, integrándose en el Convento del Dulce Nombre de Jesús. En 1837 esta comunidad de monjas se unió a las monjas de San Leandro quedando el convento como casa de vecinos. En 1886 el edificio pasa a ser la Comandancia de Ingenieros. En 1976 se desalojó y derribó el cuartel, respetándose las estancias del baño principal y aledañas, que fueron objeto de excavaciones durante la década de 1980. Son titularidad del Ayuntamiento de Sevilla y en 1996 fueron declarados Bien de Interés Cultural.
Los baños destacan por su tamaño, estando entre los más grandes construidos por los musulmanes en la península ibérica. También siguen un diseño relativamente diferente al habitual en los hammanes, con una amplia sala templada o wastani en el centro. El edificio ha sufrido numerosas alteraciones a lo largo del tiempo, en especial cuando sirvió de convento, además de padecer abandono antes y durante las excavaciones en los años 80 y 90.

## Historia
Los baños conocidos como de la Reina Mora fueron construidos en época almohade, más concretamente a finales del siglo XII, en el actual barrio de San Vicente. Esta zona se situaba entonces en una isla entre el río Guadalquivir y uno de sus brazos -ya desaparecido-; a pesar de su relativo aislamiento, formaba parte del núcleo de la ciudad y estaba protegida por las murallas. La cronología de los baños puede fijarse, aunque de forma aproximada, por varias razones. La primera es que su planta corresponde a la perfección con el trazado de las calles circundantes, el cual ha variado poco. En segundo lugar sus dimensiones se corresponden con la escala de las construcciones realizadas por los almohades en la ciudad, que debido a su estatus de capital vio la ejecución de grandes empresas constructivas. Por último están los análisis de los materiales y de elementos arquitectónicos como las columnas. Las dimensiones de estos baños (los mayores de Sevilla y uno de los más grandes de al-Ándalus) llevan a pensar que fueron muy importantes, teoría que fue confirmada en 2003 con el hallazgo de un palacio contemporáneo en el actual convento de Santa Clara. También se encontraban muy próximos a una mezquita, ahora la parroquia de San Vicente.
Los datos de estos baños antes de la conquista cristiana son escasos. En los repartimientos de 1253 fueron otorgados, junto a los demás baños de la ciudad, a la reina Juana de Ponthieu, segunda esposa de Fernando III. Al pasar a su propiedad, empezaron a conocerse como "baños de la Reina Juana". También se les conoce en las fuentes como "baño de Don Fadrique", al que perteneció hasta su ejecución en 1277 por orden de Alfonso X, que se los legó al Cabildo de la Catedral al año siguiente. La propiedad de los baños cambió de nuevo en 1542, cuando fueron vendidos en varias ocasiones. Uno de los propietarios, un presbítero de nombre Pedro de Córdoba, que compartía la propiedad con su esposa Ana Enríquez y el sacerdote Antonio de Gerónimo Montalván, donó los baños en 1551 al Nombre de Jesús, una congregación dedicada al "recogimiento de mujeres". Tras la adquisición, la congregación comenzó a levantar un convento en los baños, el Dulce Nombre de Jesús. Gestoso y Pérez hace una descripción del convento y alude a los restos islámicos:
"La iglesia actual, que más bien puede llamarse capilla, atendidas sus pequeñas proporciones, es una construcción sin mérito alguno, según el estilo del siglo pasado. Consta de tres naves, más pequeñas las laterales que la central, á cuya cabeza, y sobre algunas gradas, se eleva el presbiterio, en cuyo altar barroco venérase la hermosa escultura de Montañés conocida por la del Santo Cristo del Amor, advocación que recibió porque la antigua hermandad de este título tenía por principal objeto el de consolar á los pobres encarcelados, y que parece tuvo su primitivo asiento en la parroquia de Santiago. (...) Pocos restos quedan actualmente en el edificio que fué Recogimiento de mujeres: el patio tiene cuatro galerías con columnas de mármol y capiteles de tradición morisca: en el centro existe una fuente revestida de azulejos del siglo XVI. La escalera está cubierta de sencillo artesonado, cuyo viguerío conserva en partes la pintura antigua, con adornos mudejares. (...) Pasando un patinillo, hay una pequeña habitación de bóveda de medio cañón revestida de casetoncillos con hojarascas y un friso de lo mismo que se ve interrumpido, en que alternan ángeles en actitud de descubrir un viril con S. M., y cartelitas." 
Las monjas permanecieron hasta 1837, cuando fueron expulsadas y el convento se reutilizó como viviendas; la iglesia se mantuvo hasta 1868, cuando la Junta Revolucionaria la clausuró y la convirtió en la Comandancia General de Ingenieros Militares. El edificio se mantuvo en uso hasta 1976, cuando su abandono motivó una serie de excavaciones en 1983. Para entonces lo único que se conservaba de los antiguos baños era el patio, que se había convertido en el claustro del convento. Las excavaciones fueron necesarias para evitar el despeje y la reutilización del solar para construir viviendas.

## Características
Los baños han sufrido numerosas alteraciones a lo largo de su historia. Las descripciones, junto con las excavaciones que se han realizado desde 1983, han permitido conocer mejor el antiguo diseño, así como recuperar elementos decorativos. Los baños se sitúan en la calle Baños, en la esquina con Jesús de la Veracruz. Aunque la planta sólo se conserva parcialmente, se sabe que por extensión era uno de los mayores baños de al-Ándalus, rivalizando con el Bañuelo (Granada) o los del Palacio de Villardompardo (Jaén). La planta sigue el modelo habitual islámico, con un patio rodeado por un pórtico y varias salas donde se desarrollaba el baño. El material más utilizado es el tapial, con uso del ladrillo o el mármol limitado a elementos como arcos o columnas. El patio ocupaba el lugar central del complejo, en torno al cual se disponían las diferentes estancias. Es de forma rectangular, con cuatro arcos en los lados norte y sur y tres en los restantes. Las columnas, de mármol y con capiteles de mocárabes, sustentan arcos de medio punto de ladrillo. El pórtico que rodea el patio tiene aberturas estrelladas en el techo (madawi). El patio estuvo en su día rematado por una "gran bóveda esquifada de cuatro paños."  Al sur se situaba el aljibe que proporcionaba agua a los baños, formado por varios depósitos cubiertos por bóvedas, "en batería" y con forma de U. Entre los brazos de la U se abría un pozo, que habría incluido una noria para transportar el agua. 
Al norte se sitúan varias salas que habrían estado dedicadas al proceso del baño. El propio patio habría servido de sala templada (wastani), asemejándose entonces al baño de la Judería de Baza, donde dicha sala ocupaba también el centro. El vestíbulo se habría situado debajo de la iglesia, donde Morgado sitúa un mosaico; unas obras de restauración permitieron descubrir también unas pinturas que se han asociado a los baños en el ábside. Inmediatamente al norte hay una amplia sala también rectangular, con muros considerablemente más anchos que los del resto de salas, lo que lleva a su identificación como sala caliente (sajun). Al fondo hay otra sala, esta vez cuadrada, flanqueada por una sala cuadrada más pequeña a cada lado. Se asume que se trataba de la sala fría (barid). Tanto la sala caliente como la pequeña sala a la izquierda de la fría cuentan con aberturas en los techos.

## Decoración
El elemento decorativo más evidente son las columnas del patio, de fuste liso realizado en mármol blanco que apoyan capiteles de mocárabe. La base de la mayoría de las columnas están fragmentados, ya que el patio sufrió alteraciones durante el proceso de transformación a claustro del convento. Las arquerías originales, que habrían sido túmidas, fueron reemplazadas por las actuales, que tienen también una línea de imposta más alta. Los fustes de las columnas eran de acarreo, ya que tanto los materiales como las formas varían. La decoración en los muros habría constado de pinturas y yeserías, a juzgar por los hallazgos en distintas partes del baño. En algunas bóvedas han aparecido paños de sebka bajo el enlucido, con un diseño muy similar a los presentes en la Giralda y el Patio del Yeso en el Real Alcázar, lo que ha permitido situar el edificio como contemporáneo. Estas sebkas podrían haber estado pintadas en rojo, basándose en algunos restos encontrados.